# دنارة مطوقة
دنَّارة مطوَّقة أو مذهَّبة هو في الأساس عنكبوت أوروبي جار من الفصيلة الدنارية. تعد من الدويبات المفيدة.

## معرِض الصور

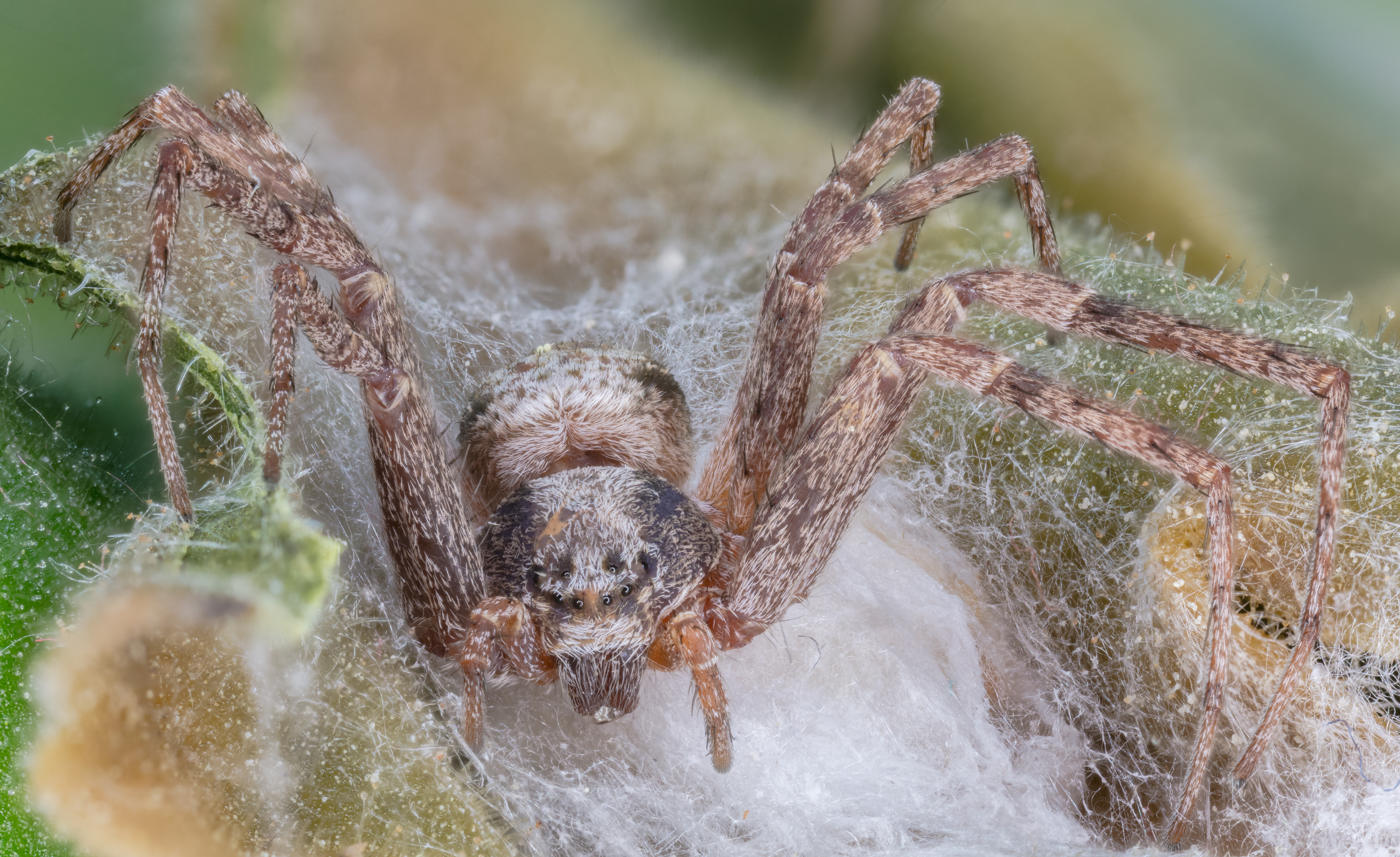
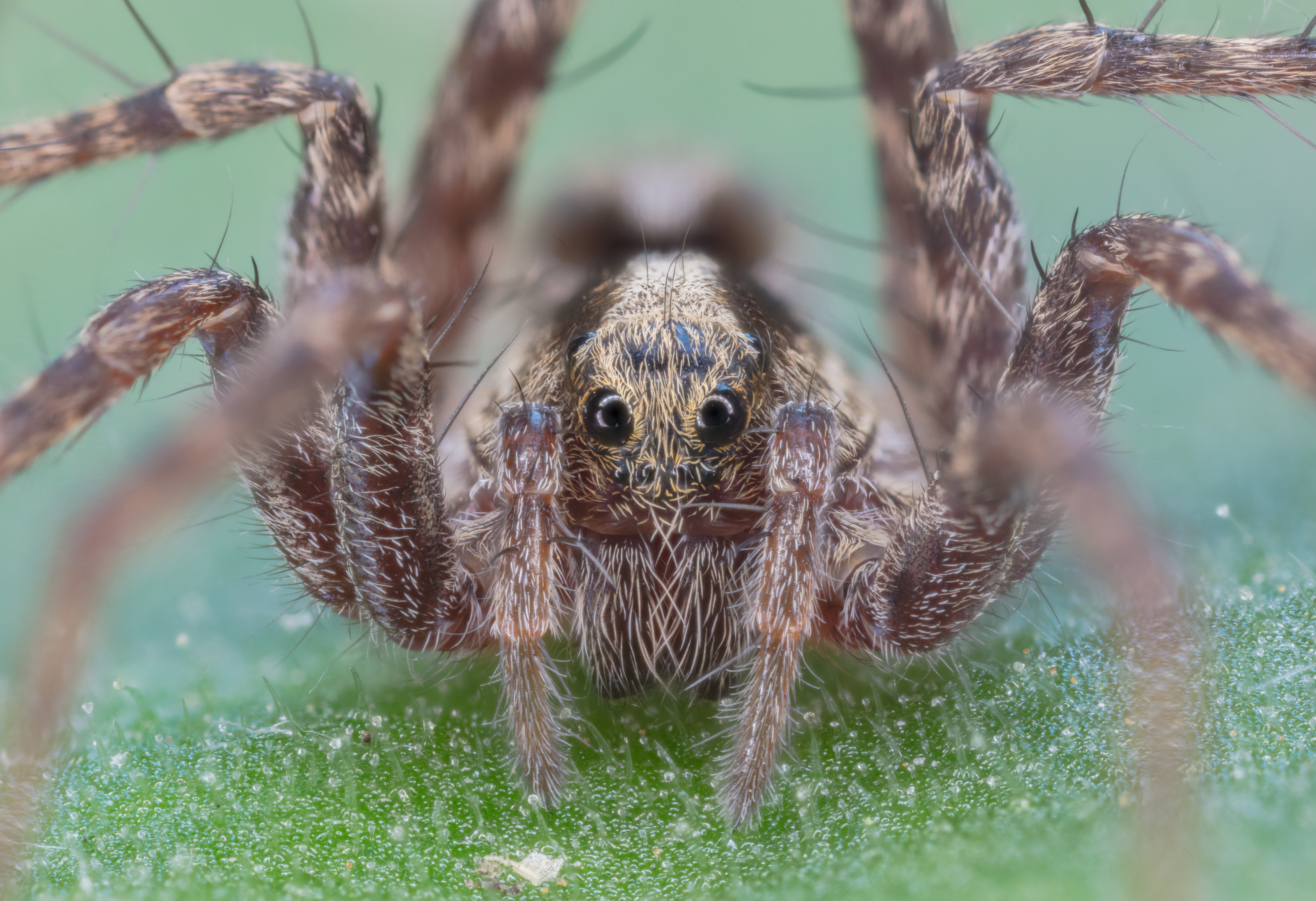
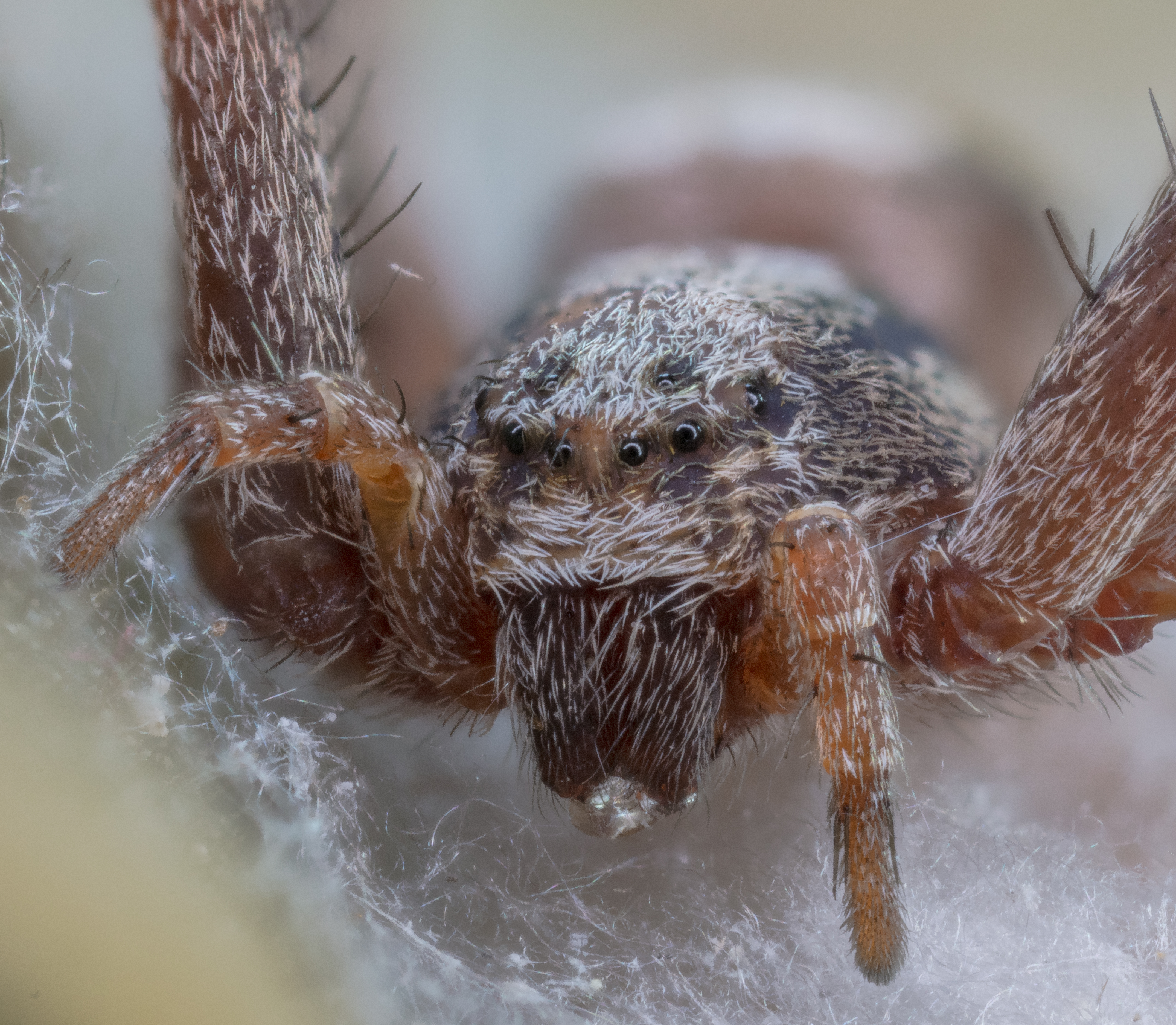
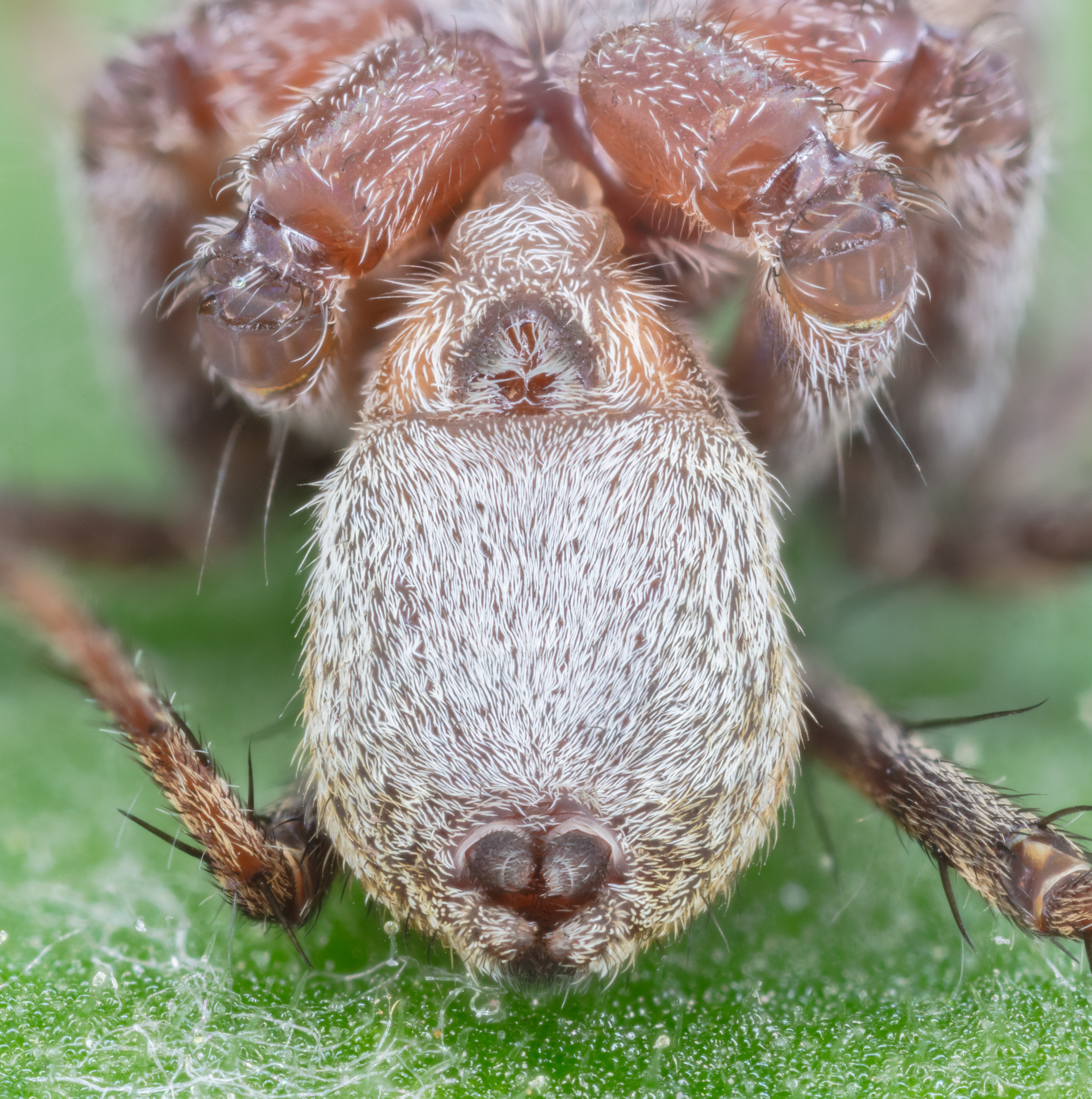
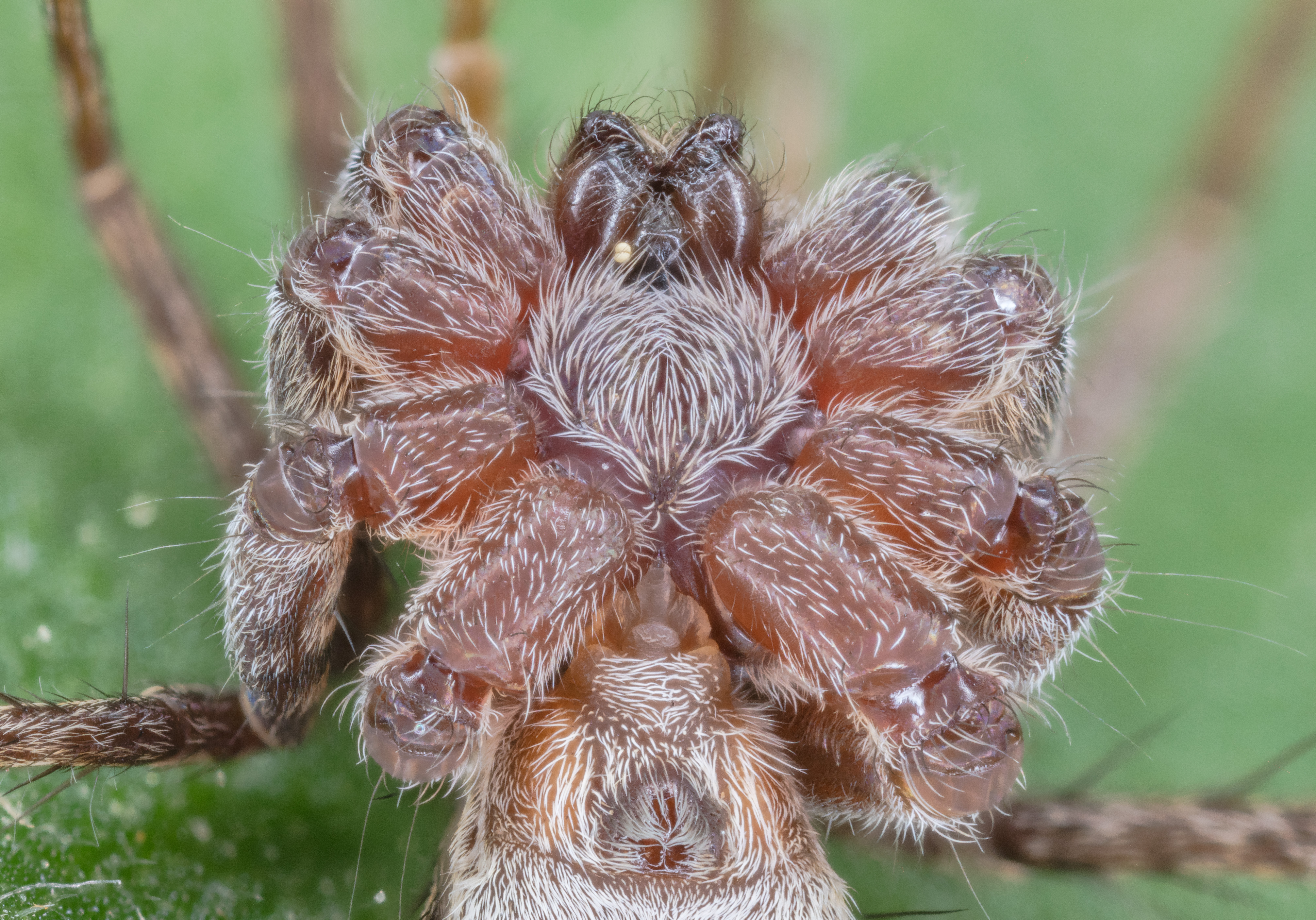
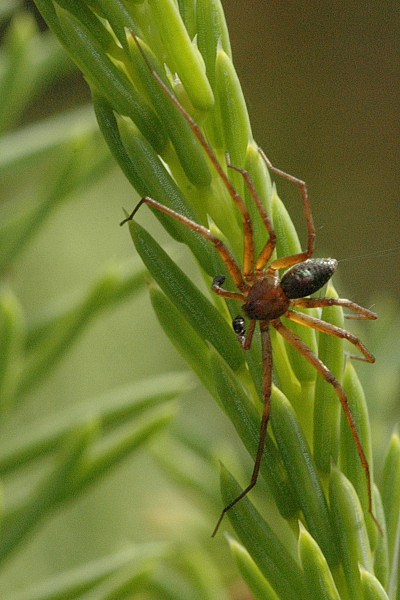
الذكر